# Corynocera sevanicus
Corynocera sevanicus är en tvåvingeart som först beskrevs av Chernovskij 1949.  Corynocera sevanicus ingår i släktet Corynocera och familjen fjädermyggor.
Artens utbredningsområde är Armenien. Inga underarter finns listade i Catalogue of Life.